# 多瑙河畔圖爾恩
多瑙河畔圖爾恩（德語：Tulln an der Donau）是奧地利下奧地利州的市镇，位於該國東北部多瑙河南岸，面積72.23平方公里，海拔高度180米，2012年人口15,198。因為城中有非常多的公園及綠地，所以又被稱為“花城”（Blumenstadt）。

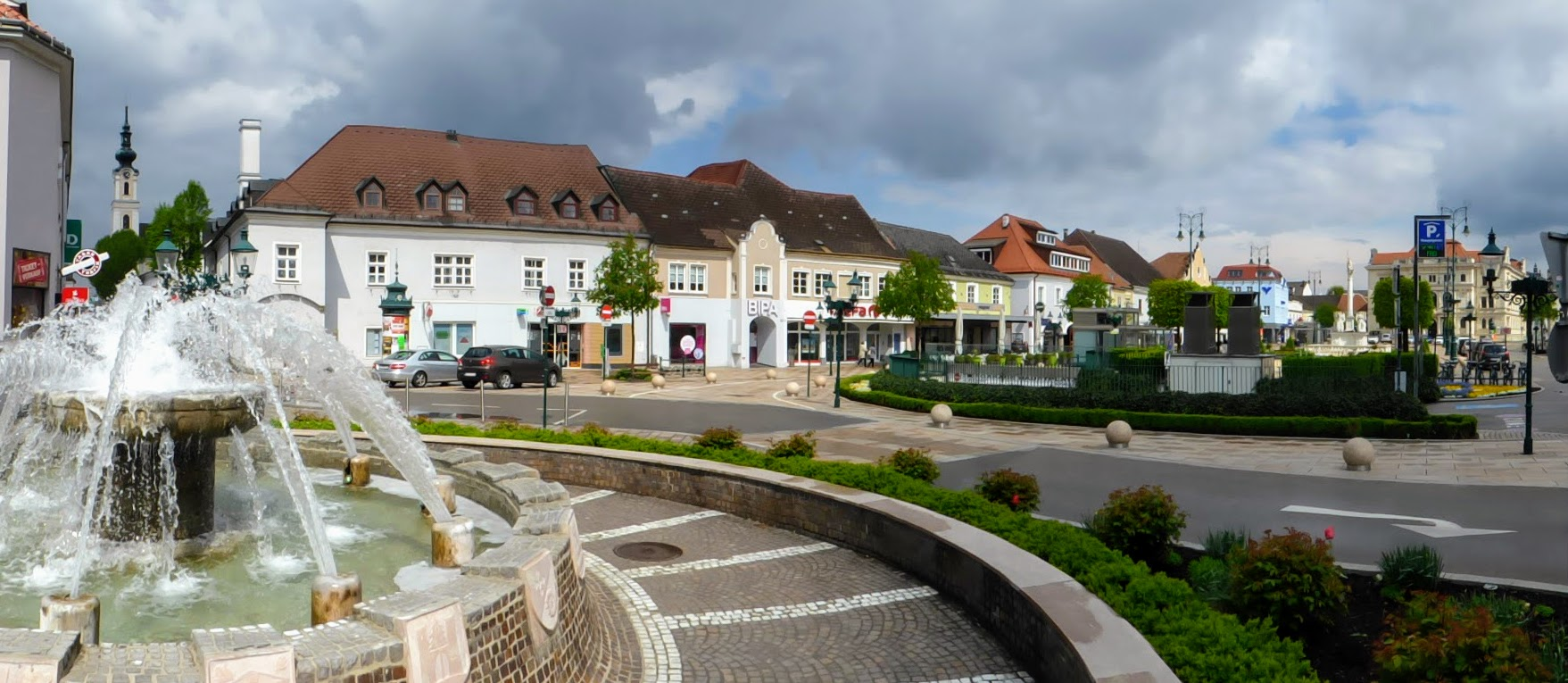

## 歷史
圖爾恩為奧地利最古老的城鎮之一，早在羅馬時代之前便已存在，其名字推測是凱爾特語詞，之後，該城作為羅馬的堡壘科馬格納（Comagena）獲得了重要的地位。羅馬統治末期，據說诺利根的塞味利（Saint Severinus of Noricum）造訪該城，并從蠻族手中拯救了該城。
859年，該城在文獻中首次被稱為Tullina。其後，該城作為巴本堡侯爵的駐地獲得了重要的地位，但是，隨著維也納的興起，該城最終衰落了。
1683年九月六日，維也納之戰前，波蘭、帝國（奧地利）、薩克森、巴伐利亞、巴登、法蘭克尼亞及施瓦本的軍隊在此整隊集結，準備前往解救已被土人圍城近兩個月的維也納。
二十世紀是該城繁榮的又一時期，1986年圖爾恩曾申請成為下奧地利州的首府，然而圣博爾滕最後獲得了這一地位。

## 著名市民
- 埃貢·席勒，奧地利著名畫家，出生於圖爾恩。該城建有埃貢·席勒博物館。
- 西格弗里德·賽德爾（Siegfried Seidl，1911.8.24-1947.2.4，維也納）, 二戰戰犯，為泰雷津集中营的長官，被處以絞刑。

## 外部連結
- 官方網站 （页面存档备份，存于）